# Plusquellec
Plusquellec é uma comuna francesa na região administrativa da Bretanha, no departamento Côtes-d'Armor. Estende-se por uma área de 26,24 km². Em 2010 a comuna tinha 550 habitantes (densidade: 21 hab./km²).